# Thornhill (Kentucky)
Thornhill – miasto w Stanach Zjednoczonych, w stanie Kentucky, w hrabstwie Jefferson.